# Sestri Ponente
Sestri Ponente est un des quartiers les plus importants de Gênes. Il se situe dans la zone ouest de la cité, entre Cornigliano et Pegli.
Le quartier abrite un petit port touristique, un hôpital, deux salles de cinéma et de théâtre, un cimetière et l'aéroport de Gênes-Christophe Colomb.
De forte population (environ 50 000 habitants résidents, dans les années 1970 il y en avait 80 000) et d'implantation industrielle notable, il se situe en partie en plaine et en partie en collines, la variation d'altitude étant du niveau de la mer jusqu'à 450 m au sanctuaire de Notre-Dame du Gazzo (it) (ou sanctuaire de Notre-Dame de la Miséricorde du mont Gazzo (it)).
Sur les hauteurs derrière Sestri, on définit la division géologique entre Alpes et Apennins (la division géographique est plus à l'ouest, au Col de Cadibona).
La transformation de ce petit centre agricole, marin et touristique en cité industrielle correspond au développement des chantiers navals et de la sidérurgie entre la fin du XIXe siècle et la Première Guerre mondiale.

## Histoire
Le nom Sestri dérive de la vulgarisation du latin Sextum, nom d'un village qui apparaît probablement au IIe siècle (apr. J.-C.), à l'endroit où se trouvait la 6e borne milliaire sur la voie romaine qui partait de Gênes.
On n'a pas de renseignements avérés sur la population de Sestri Ponente jusqu'au XVe siècle.
Au début du XVIIe siècle, vu l'importance de ce bourg, le Sénat de la république de Gênes le détacha du Capitanat de Voltri et par un décret législatif du 1er mai 1609 constitua le nouveau Capitanat de Sestri avec juridiction aussi sur Pegli, Multedo et leurs villas.
Le premier capitaine du peuple élu à Sestri fut le patrice Andrea Spinola.
En 1926 la commune de Sestri Ponente fut supprimée par décret royal et agglomérée avec 18 autres communes dans la Grande Gênes.

## Économie
Sestri Ponente accueille de nombreuses activités commerciales, concentrées dans la via Sestri, récemment restructurée et complètement piétonnière, centre du shopping de l'ouest de la ville ; on y trouve aussi les importants chantiers navals de la Fincantieri où ont été construits entre autres les navires de la compagnie Costa Croisière, du groupe américain Carnival.
C'est dans les chantiers de Sestri que fut construit le transatlantique Rex, qui en son temps fit le record de traversée de l'océan Atlantique, gagnant la distinction du Ruban bleu, et les derniers grands transatlantiques dont l'Andrea Doria (qui coula devant le port de New York en 1956 à la suite de l'éperonnage par le navire marchand Stockholm) ou encore les « jumeaux » Raffaello et Michelangelo, ensuite désarmés.